# Fontana di piazza San Marco

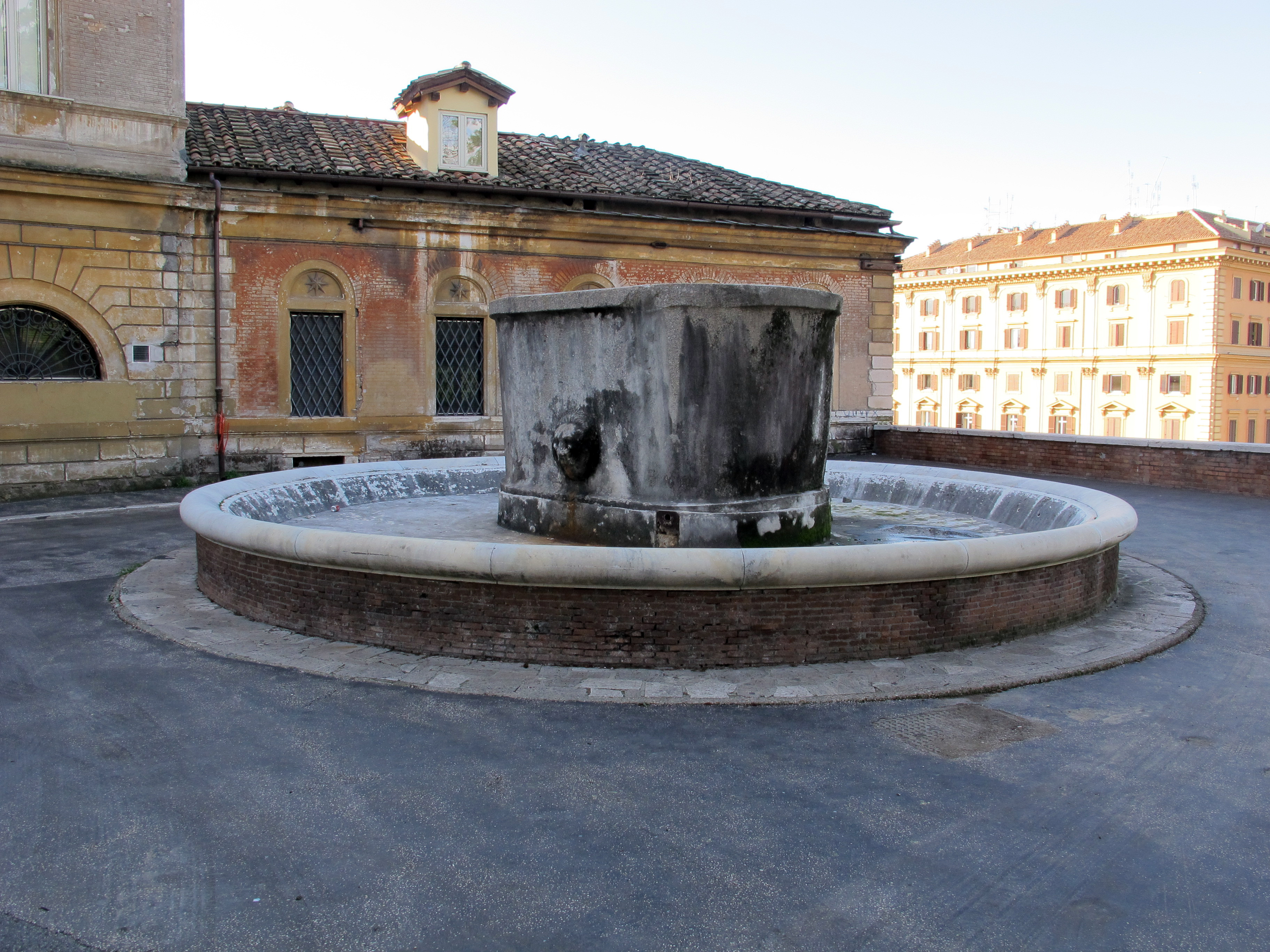
La fontana di piazza S. Marco, oggi al Pincio.

La fontana di piazza San Marco si trovava al centro dell'omonima piazza di Roma, quella che oggi è la molto più estesa piazza Venezia.
La più antica presenza di una fontana in quel sito è attestata verso il 1460, quando papa Paolo II (che aveva la residenza nell'attuale palazzo Venezia) vi fece sistemare una vasca ovale decorata in granito, probabile reperto recuperato dalle terme dell'antica Roma. Circa un secolo dopo la vasca venne regalata alla famiglia dei Farnese in cambio di un'altra vasca esagonale, un po' più piccola e con meno decorazioni.
Subito dopo il restauro dell'acquedotto dell’Aqua Virgo, terminato nel 1570, furono iniziati i lavori per una ramificazione sotterranea secondaria del condotto, in modo da raggiungere l'area dell'antico Campo Marzio, tra le zone più popolose di Roma, e venne di conseguenza progettata anche l'edificazione di un certo numero di fontane. Dopo alcune importanti fontane, su incarico di papa Gregorio XIII Giacomo Della Porta, intorno al 1580, progettò anche quella di piazza San Marco, utilizzando la vasca precedente.
Il progetto abortì molto presto, perché l'eccessiva distanza dalla conduttura principale e le numerose utenze che attingevano al condotto riducevano talmente la pressione che l'acqua non era in grado di zampillare dalla fontana.
Una decina d'anni più tardi, la realizzazione del nuovo acquedotto dell'"Acqua Felice" consentì l'alleggerimento dello sfruttamento dell'Aqua Virgo e il vecchio progetto del Della Porta, divenuto finalmente realizzabile, fu approvato dal papa Sisto V, con una sostanziale modifica: la vecchia vasca venne inserita in una più grande, interrata, in modo da sfruttare al massimo la pressione dell'acqua con l'abbassamento del punto di fuoriuscita.
Come aveva già proposto, ma inutilmente, in occasione della realizzazione della fontana di piazza Colonna, Giacomo Della Porta chiese e questa volta ottenne di poter utilizzare, come sfondo, la statua di Marforio, che si trovava sul Campidoglio. La soluzione non ebbe fortuna, e dopo pochi giorni Marforio fu riportato sul Campidoglio, sostituito da un prospetto con un'iscrizione.
Ma fu la stessa fontana a non incontrare particolare fortuna. I problemi tecnici che ne impedirono la prima realizzazione non furono evidentemente risolti completamente, e ben presto l'acqua cessò di zampillare, con la conseguenza che la fontana venne completamente trascurata ed abbandonata.
Il monumento venne recuperato solo nella prima metà del XIX secolo, quando papa Pio IX lo trasferì sul Pincio, dove attualmente si trova.